# 僕だけが17歳の世界で
『僕だけが17歳の世界で』（ぼくだけがじゅうななさいのせかいで）は、AbemaTVのAbemaSPECIALチャンネルで2020年2月20日から配信された日本の配信ドラマ。

## 概要
『恋仲』や『好きな人がいること』など恋愛ドラマを手掛けた藤野良太がフジテレビ退社後初めて手掛ける連続ドラマ。AbemaTVで恋愛リアリティショーがヒットしていることを踏まえ、主軸となる筋は若者向けの王道恋愛ドラマとし、等身大の演技ができる若手俳優陣をキャスティング。フィクションだからこそできる憧れのシチュエーションやファンタジーな設定を盛り込み、主人公の死因など謎解き要素も踏まえて描く。脚本は相沢友子。メイン監督は小椋久雄。
2020年1月7日にクランクイン。同日、Abemaビデオで『17歳の君へ』、『24歳の君へ』という各1分の動画が公開された。
ロケーション撮影は長野県諏訪地方で行っている。
2020年9月、一般社団法人全日本テレビ番組製作社連盟主催『第36回ATP賞テレビグランプリ』ドラマ部門で奨励賞受賞。

## あらすじ
高校3年生・17歳の染谷航太と、幼なじみの芽衣。2人は互いに両想いなことに気付くも、思いを伝えることなく航太が亡くなってしまう。7年後、24歳になった芽衣は、真冬に季節外れの桜が咲いたことを知り、7年ぶりに里帰りする。するとそこには死んだはずの17歳の航太がいた。奇跡の桜が咲いている期間だけしかこの世にいられない航太。彼は残された時間で誰に何を伝えるのか。航太の死に隠されていた秘密とは?

## キャスト
染谷航太 （そめたに こうた）
演 - 佐野勇斗
高校3年生・17歳で死を迎えた青年。戒名は照真航徳信士。季節外れの桜が咲いている時間のみ命が戻る。直輝に指摘されるまで死んだ事実、またその前後の記憶はなく、自分の墓地を見て葛藤する。また、7年の間に芽衣が不倫の恋をしていることにショックを受ける。
事故直前に芽衣からふなっしーのキーホルダーを受け取っており、本作のキーとなっていく。
今野芽衣　(こんの めい)
演 - 飯豊まりえ
24歳の女性。航太の高校時代の同級生。直接伝えたことはなかったが航太とは両想いだった。都心の出版社事務員であったがとある出来事をきっかけに退社。7年ぶりに長野に帰郷する。
死んだはずの航太を見かけ一度は逃げ出すが、のちに再会。しかし退社のきっかけが不倫の恋であったことを航太に知られ暴言を吐かれ、いなかった7年を知らない航太に言われたくないと7年の時間の壁が襲いだす。
石川伊織　(いしかわ いおり)
演 - 結木滉星
航太の生前の親友。航太の事故の直接の目撃者。父と同じ医師を目指す。
野田はるか 　(のだ はるか)
演 - 大友花恋
芽衣や航太のクラスメイト。現在は地元で美容師をしている。
吉村亮平　(よしむら りょうへい)
演 - 渡辺佑太朗
航太と芽衣の同級生。2020年現在は地元・長野県「西八上駅」で駅員をしている。
神藤直輝
演 - YOSHI
神主の息子。航太の復活を寛容に受け入れている。家のない航太に寝床と働き場所を与える。八上高校3年A組で7年前の航太と同じクラス、同じ席である。机に『ハイキュー!!』41巻を入れてあったが、7年前の記憶で止まっていた航太に5巻までしか出ていないはずと驚かれる。
神藤大輝
演 - 浜野謙太
神主。直輝の父。季節外れの桜の木の咲く丘など、神社周辺に広大な土地を持つ地権者。
赤池和茂
演 - 袴田吉彦
市長。石川病院から多額の献金をもらっており、加えて飲酒運転を伊織に目撃されている。
染谷志乃　(そめたに しの)
演 - 石田ひかり
航太の母親。航太の死後は土地を離れている。

### ゲスト出演
- テレビニュースのアナウンサー - 西澤由夏（1、2、8）
- 広瀬（芽衣と不倫していた上司） - 渋江譲二（1、2、3）
- 上司の妻 - 安藤聖（1）
- 生徒 - 鈴木ゆうか（1）
- 居酒屋ぼんや店員 - 中村光里（1、2、3）
- 古文教師 - うみぐちうみ（1）
- 男 - 市川貴之（1）
- 謎の男性 - 大石吾朗（2、6、7、8）
- 看護師 - 結城モエ（3）
- 役所の男 - 村上かず（3、４、6、8）
- 通りすがりの人 - 山﨑賢人（4）
- 女子高校生・結奈 - 古田愛理（4、5、6、7、8）
- 岡崎朱音 - 吉澤梨理花（4、8）
- 看護師 - 高山有美（4、5）
- 伊織の父 - 冨家規政（4、5、6、7、8）

## 配信日程
| 放送回 | 配信日程      | サブタイトル     | 配信分   | 脚本       | 監督     |
| ------ | ------------- | ---------------- | -------- | ---------- | -------- |
| #1     | 2020年2月20日 | 桜の木の下       | 35分     | 相沢友子   | 小椋久雄 |
| #2     | 2月27日       | 空白の7年        | 34分     | 相沢友子   | 小椋久雄 |
| #3     | 3月5日        | ラストチャンス   | 34分31秒 | 相沢友子   | 金井紘   |
| #４    | 3月12日       | 望まぬ再開       | 33分     | 相沢友子   | 金井紘   |
| #5     | 3月19日       | 記憶             | 33分     | 相沢友子   | 松本花奈 |
| #6     | 3月19日       | 逃れられない運命 | 35分     | 大北はるか | 金井紘   |
| #7     | 3月26日       | 親愛なる君へ     | 34分     | 相沢友子   | 金井紘   |
| LAST   | 4月2日        | ただひとつの奇跡 | 35分     | 相沢友子   | 金井紘   |

## 音楽
主題歌
「70億にただ1つの奇跡」
作詞 - たつや◎ / 作曲 - たつや◎ / 歌 - ACE COLLECTION（ユニバーサルミュージック/EMI Records）
挿入歌
「桜の木の下」
作詞 - MACO / 作曲 - MACO・山本匠 / 歌 - MACO（ソニーミュージックレーベルズ）
「3月9日｣
作詞 - 藤巻亮太 / 作曲 - 藤巻亮太 / 歌 - MACO（ソニーミュージックレーベルズ）

## スタッフ
- 撮影：長谷川論
- 照明：杉本周士
- 録音：谷山一也
- 映像：藤本伊知郎
- CG：白倉慶二
- 携帯・PC画面処理：本田貴雄
- 編集：柳沢竜也
- ライン編集：杉山英希
- 助監督：岸本正史、松本由希
- アシスタントプロデューサー：鎌倉希、高畑美香、宮沢麗早
- 技術プロデューサー：友部節子
- 美術プロデューサー：吉田敬、大倉謙介
- ラインプロデューサー：齋藤理恵子
- プロダクトマネージャー：小出亮太
- 協力：諏訪園フィルムコミッション、尚美学園大学情報表現学科の皆さん
- 撮影協力：長野県箕輪町、手長神社、上諏訪中学校、居酒屋ばんや、さくら市商工観光課、諏訪市、しなの鉄道株式会社、諏訪園フィルムコミッション、栃木県フィルムコミッション、シャトーアメーバ、水戸赤十字病院
- 神社監修：葵乃まみ[15]
- 美術協力：ふなっしー
- 脚本：相沢友子、大北はるか
- 音楽：得田真裕
- プロデューサー：藤野良太[14]
- 監督：小椋久雄、金井紘、松本花奈
- 製作著作：AbemaTV